# Svētupe
Die Svētupe (deutsch auch: Swähtuppe) ist ein Fluss in Lettland.
Die Svētupe bildet den Ausfluss aus dem See Lielezers bei Limbaži (deutsch: Lemsal). Sie fließt nach Norden durch den See Dūņezers und weiter parallel zum Ufer der Rigaer Bucht, bis sie sich bei der Einmündung der Pērļupe nach Westen wendet, bei Svetciems (deutsch: Neu Salis) die Hauptstraße Autoceļš A1  quert und kurz darauf bei Kegumi in die Rigaer Bucht der Ostsee mündet.
Die Länge der Svetupe beträgt rund 58 km, das Einzugsgebiet 475,2 km².

## Zuflüsse
Rechte Zuflüsse sind Lūdiņupe und Pērļupe, von links fließt die Arupīte zu. Am Unterlauf stellt der Kanal Jaunupe eine Verbindung zur Salaca her.